# Grand-Rullecourt
Grand-Rullecourt ist eine französische Gemeinde mit 380 Einwohnern (Stand 1. Januar 2022) im  Département Pas-de-Calais. Sie gehört zum Arrondissement Arras, zum Kanton Avesnes-le-Comte und zum Kommunalverband Campagnes de l’Artois.

## Lage
Die Gemeinde Grand-Rullecourt liegt im Südosten des Artois, 22 Kilometer westlich von Arras. Nachbargemeinden von Grand-Rullecourt sind Beaufort-Blavincourt im Norden, Avesnes-le-Comte im Osten, Sombrin im Südosten, Warluzel im Süden, Sus-Saint-Léger im Südwesten, Berlencourt-le-Cauroy im Westen sowie Liencourt im Nordwesten.

## Bevölkerungsentwicklung
| Jahr                       | 1962 | 1968 | 1975 | 1982 | 1990 | 1999 | 2006 | 2014 | 2022 |
| -------------------------- | ---- | ---- | ---- | ---- | ---- | ---- | ---- | ---- | ---- |
| Einwohner                  | 416  | 350  | 376  | 354  | 351  | 334  | 366  | 406  | 380  |
| Quellen: Cassini und INSEE |      |      |      |      |      |      |      |      |      |

## Sehenswürdigkeiten
- Kirche Saint-Léger

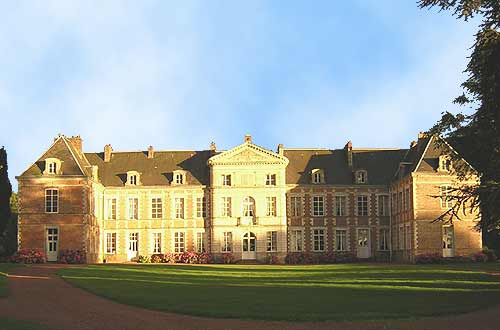
Schloss
- zwei Wassertürme

- Schloss